# Gormanita
La gormanita és un mineral de la classe dels fosfats. Va rebre el nom per B. Darko Sturman, Joseph A, Mandarino, Mary E. Mrose i P. J. Dunn l'any 1981 en honor al professor Donald Herbert Gorman (n. 1922 Fredericton, Nova Brunswick, Canadà) mineralogista i professor de mineralogia de la Universitat de Toronto, Canadà.

## Característiques
La gormanita és un fosfat de fórmula química Fe²⁺₃Al₄(PO₄)₄(OH)₆(H₂O)₂. Va ser aprovada com a espècie vàlida per l'Associació Mineralògica Internacional l'any 1977. Cristal·litza en el sistema triclínic. La seva duresa a l'escala de Mohs es troba entre 4 i 5.
Segons la classificació de Nickel-Strunz, la gormanita pertany a «08.DC: Fosfats, etc, només amb cations de mida mitjana, (OH, etc.):RO₄ = 1:1 i < 2:1» juntament amb els següents minerals: nissonita, eucroïta, legrandita, strashimirita, arthurita, earlshannonita, ojuelaïta, whitmoreïta, cobaltarthurita, bendadaïta, kunatita, kleemanita, bermanita, coralloïta, kovdorskita, ferristrunzita, ferrostrunzita, metavauxita, metavivianita, strunzita, beraunita, gordonita, laueïta, mangangordonita, paravauxita, pseudolaueïta, sigloïta, stewartita, ushkovita, ferrolaueïta, kastningita, maghrebita, nordgauïta, tinticita, vauxita, vantasselita, cacoxenita, souzalita, kingita, wavel·lita, allanpringita, kribergita, mapimita, ogdensburgita, nevadaïta i cloncurryita.

## Formació i jaciments
Va ser descrita a partir de les mostres recollides al riu Big Fish i al Rapid Creek, dos indrets del districte miner de Dawson, al Yukon (Canadà). També ha estat descrita a l'Argentina, el Brasil, els Estats Units, Àustria, França, Espanya, Portugal, Ruanda i Namíbia. A dins els territoris de parla catalana ha estat descrita al massís de l'Albera i al camp de pegmatites de Cotlliure, una vila de la comarca del Rosselló, a la Catalunya del Nord.